# Don Ross
Don Ross (né le 19 novembre 1960 à Montréal au Canada) est un guitariste canadien.
Ross est un guitariste dont la musique est inspirée de divers courants musicaux comme le blues, le jazz, le folk et la musique classique lui permettant de créer un style particulier qu'il appelle lui-même « heavy wood». Ross utilise la technique du tapping. Bruce Cockburn dit de lui que « personne ne peut faire ce qu'il fait avec une guitare sèche. Il frappe les cordes si vite qu'on peut penser qu'il va jouer des fausses notes, mais il ne perd jamais le contrôle. »[réf. nécessaire] Il a signé au label CandyRat Records
Ross est diplômé en musique à l'université York à Toronto en 1983.
Il est le premier et le seul guitariste au monde à avoir remporté deux fois le U.S. National Fingerstyle Guitar Championship en 1988 et 1996.
Il joue dans le groupe Men of Steel. Ce groupe rassemble plusieurs musiciens internationaux tels Dan Crary, le guitariste acoustique Beppe Gambetta mais aussi le guitariste Tony McManus.

## Discographie
- Music for Vacuuming, 2005, CandyRat
- Robot Monster, 2003, Narada/Virgin
- Huron Street, 2001, Narada/Virgin
- Passion Session, 1999, Narada Masters of Acoustic Guitar
- Loaded.Leather.Moonroof., 1997, Sony Canada
- Wintertide, 1996, Sony Canada
- This Dragon Won't Sleep, 1995, Sony Canada
- Three Hands, 1992, Duke Street Records
- Don Ross, 1990, Duke Street Records
- Bearing Straight, 1989, Duke Street Records